# Benjamin Pavard
Benjamin Pavard (* 28. března 1996 Maubeuge) je francouzský profesionální fotbalista, který hraje na pozici středního obránce za italský klub FC Inter Milán a za francouzský národní tým, se kterým se v roce 2018 stal vítězem mistrovství světa.

## Klubová kariéra
Jeho prvním klubem byl tým z jeho rodiště v Jeumontu, kde svou kariéru započal také slavný francouzský útočník Jean-Pierre Papin, pozdější útočník Bayernu Mnichov. V 9 letech se stal součástí akademie klubu Lille, kam ze svého rodiště čtyřikrát do týdne dojížděl.
Pavard se propracoval do základní sestavy Lille OSC v 18 letech, když 31. ledna 2015 nastoupil do zápasu na hřišti Nantes, přičemž za Lille si zahrál také český bek David Rozehnal.
Během dvou sezón nastoupil celkově do 21 utkání.
Na konci srpna 2016 přestoupil do Německa do Stuttgartu, který právě sestoupil do 2. Bundesligy. Stal se nejdražším příchodem do týmu toho léta s přestupovou částkou 5 milionů eur.
Za Stuttgart debutoval 3. října 2016 doma během klání s SpVgg Greuther Fürth, který Švábové vyhráli poměrem 4-0. Pavard zahrál na pozici středního obránce, centrem přihrál na první branku Carlosovi Manému a sám vstřelil třetí gól.
V 15. kole si připsal další asistenci, když přihrál na první branku proti FC Erzgebirge Aue. Stuttgart venku zvítězil vysoko 4-0.
Na konci sezóny se tým radoval z postupu zpět mezi elitní bundesligové týmy.

### Bayern Mnichov
Dne 9. ledna 2019 byl stvrzen Pavardův přestup do Bayernu Mnichov, kam měl zamířit po konci sezóny 2019/20 za částku 35 milionů eur. V Mnichově měl setrvat pět let.
Za Bayern si Pavard poprvé zahrál dne 3. srpna 2019 v německém Superpoháru s Borussií Dortmund, přičemž odehrál závěrečných 10 minut, poté co v 80. minutě nahradil Thiaga Alcântaru. Debut se vítězným nestal, neboť Bayern soupeři podlehl 0:2.
První gól vstřelil později 31. srpna, když vyrovnal domácí duel s Mainzem (Mohučí) na 1:1, který nakonec dopadl výhrou Bayernu 6:1.
Proti mexickému Tigres UANL dne 11. února 2021 vstřelil vítězný gól při výhře 1:0 ve finále Mistrovství světa klubů FIFA 2020. Bayern Mnichov tímto srovnal počin Barcelony ze sezóny 2008/09 ziskem šesti trofejí za sezónu 2019/20.

## Reprezentační kariéra
Začátkem listopadu 2017 byl překvapivě nominován trenérem Didierem Deschampsem na přátelské zápasy s Walesem a Německem. Debutoval v utkání s Walesem, když v poločase přišel na hřiště, střídajíc Christophe Jalleta, Francie vyhrála 2-0. I proti Němcům si zahrál, a to poslední třetinu remízového utkání (2-2), přičemž opět střídal Jalleta. Byl nominován také na březnové přátelské zápasy s Kolumbií a Ruskem. Ačkoliv proti Kolumbii (2-3) si nezahrál, proti Rusku odehrál celý zápas a byl tak u výhry 3-1.
Před světovým šampionátem v Rusku si opět zahrál během přátelských zápasů pravého krajního obránce – pár minut proti Irsku (Francie vyhrála 2-0), celý zápas proti Itálii (3-1) a čtvrt hodiny proti USA (1-1), kde asistoval gólu Kylianu Mbappému.
Pavard se na mistrovství dostal – opět jako pravý krajní bek – do základní jedenáctky, byl tak u vítězství nad Austrálií (2-1) a nad Peru (1-0). Poslední skupinový zápas s Dánskem si nezahrál, Francie měla postup jistý a šetřila své opory. Pavard své místo v základu nepustil až do konce turnaje, postupně odehrál zápasy s Argentinou (4-3), Uruguayí (2-0), Belgií (1-0) a Chorvatskem, které Francie ve finále přehrála 4-2. Jeho branka proti Argentině se stala nejhezčím gólem šampionátu.

## Statistiky

### Klubové
K zápasu odehranému 19. srpna 2020
| Klub           | Sezóna  | Liga          | Liga   | Liga | Národní pohár | Národní pohár | Ligový pohár | Ligový pohár | Evropské poháry | Evropské poháry | Ostatní | Ostatní | Celkem | Celkem |
| Klub           | Sezóna  | Liga          | Zápasy | Góly | Zápasy        | Góly          | Zápasy       | Góly         | Zápasy          | Góly            | Zápasy  | Góly    | Zápasy | Góly   |
| -------------- | ------- | ------------- | ------ | ---- | ------------- | ------------- | ------------ | ------------ | --------------- | --------------- | ------- | ------- | ------ | ------ |
| Lille          | 2014/15 | Ligue 1       | 8      | 0    | 0             | 0             | 0            | 0            | —               | —               | —       | —       | 8      | 0      |
| Lille          | 2015/16 | Ligue 1       | 13     | 0    | 1             | 0             | 3            | 0            | —               | —               | —       | —       | 17     | 0      |
| Lille          | Celkem  | Celkem        | 21     | 0    | 1             | 0             | 3            | 0            | 0               | 0               | 0       | 0       | 25     | 0      |
| Stuttgart      | 2016/17 | 2. Bundesliga | 21     | 1    | 0             | 0             | —            | —            | —               | —               | —       | —       | 21     | 1      |
| Stuttgart      | 2017/18 | Bundesliga    | 34     | 1    | 2             | 0             | —            | —            | —               | —               | —       | —       | 36     | 1      |
| Stuttgart      | 2018/19 | Bundesliga    | 29     | 0    | 0             | 0             | —            | —            | —               | —               | 2       | 0       | 31     | 0      |
| Stuttgart      | Celkem  | Celkem        | 84     | 2    | 2             | 0             | —            | —            | 0               | 0               | 2       | 0       | 88     | 2      |
| Bayern Mnichov | 2019/20 | Bundesliga    | 32     | 5    | 6             | 0             | —            | —            | 8               | 0               | 1       | 0       | 47     | 5      |
| Bayern Mnichov | 2020/21 | Bundesliga    | 0      | 0    | 0             | 0             | —            | —            | 0               | 0               | 0       | 0       | 0      | 0      |
| Bayern Mnichov | Celkem  | Celkem        | 32     | 5    | 6             | 0             | —            | —            | 8               | 0               | 1       | 0       | 47     | 5      |
| Celkem         | Celkem  | Celkem        | 137    | 7    | 9             | 0             | 3            | 0            | 8               | 0               | 3       | 0       | 160    | 7      |

### Reprezentační
K zápasu odehranému 16. listopadu 2019
| Francie | Francie | Francie |
| Rok     | Zápasy  | Góly    |
| ------- | ------- | ------- |
| 2017    | 2       | 0       |
| 2018    | 16      | 1       |
| 2019    | 9       | 0       |
| Celkem  | 27      | 1       |

#### Reprezentační góly
K zápasu odehranému 16. listopadu 2019. Skóre a výsledky Francie jsou vždy zapisovány jako první.
| Gól | Datum           | Místo                     | Zápas | Soupeř    | Skóre | Výsledek | Soutěž                 |
| --- | --------------- | ------------------------- | ----- | --------- | ----- | -------- | ---------------------- |
| 1.  | 30. června 2018 | Kazaň Arena, Kazaň, Rusko | 9.    | Argentina | 2:2   | 4:3      | Mistrovství světa 2018 |

## Ocenění
Stuttgart
- 2. Bundesliga: 2016/17

Bayern Mnichov
- Bundesliga: 2019/20[15]
- DFB-Pokal: 2019/20
- Liga mistrů UEFA: 2019/20[16]

Francie
- Mistrovství světa: 2018[17]

Individuální
- Gól Mistrovství světa: 2018[18]
- Jedenáctka nováčků v Lize mistrů UEFA: 2019[19]
- Tým sezóny Bundesligy podle kickeru – 2019/20[20]

Vyznamenání
- Řád čestné legie: 2018[1]